# Pseudacris illinoensis
Pseudacris illinoensis es una especie de anfibio anuro de la familia Hylidae.

## Distribución geográfica
Esta especie es endémica de los Estados Unidos. Se encuentra en Illinois, Misuri y Arkansas.

## Etimología
El nombre de la especie está compuesto de illino[is] y del sufijo latino -ensis que significa "que vive, que habita", y le fue dado en referencia al lugar de su descubrimiento, el Condado de Morgan, Illinois.

## Publicación original
- Smith, 1951: A new frog and a new turtle from the western Illinois sand prairies. Bulletin of the Chicago Academy of Sciences, vol. 9, n.º 10, p. 189-199.[6]